# Apatophysis roborovskii
Apatophysis roborovskii är en skalbaggsart som beskrevs av Semenov 1901. Apatophysis roborovskii ingår i släktet Apatophysis och familjen långhorningar. Inga underarter finns listade i Catalogue of Life.